# Carl August Olsson
Carl August Olsson, född 3 augusti 1848 i Ölme, Värmland, död 4 april 1926 i Alingsås stadsförsamling, var en svensk byggmästare och arkitekt.

## Biografi
Efter flera års studier i Tyskland kallade sig Olsson både arkitekt och byggmästare. Han står som byggmästare bakom uppförandet av ett flertal byggnader i Stockholm, så som Curmanska villan, Lilljekvists hus, Stockholms sjukhem, Svenska kapsylfabriken, Spårvägspalatset, och Maria församlingshem. Han upprättade själv ritningarna för Adackers Folies Bergère på Mosebacketerrassen och hans signatur återfinns också på ritningarna för Hellgrens tobaksfabriks byggnad mot Åsögatan 1890. Han spekulerade i tomter i det blivande Östermalm och uppträdde där inte sällan som byggherre, byggmästare och arkitekt till samma byggnadsföretag. Tillsammans med Isak Hirsch ägde han ett ta hela kvarteret Rådjuret och uppförde där bostadshusen på Grev Turegatan 66-68 år 1877. Vid Villagatan 12 uppförde han i egen regi ett trevåningshus i vilket han under några år bodde och hade sitt kontor. 
1891-1901 var han ordförande i Stockholms Byggnadsförening som han också var med att grunda.
Han var far till konstnären Edith Fischerström.

## Bilder

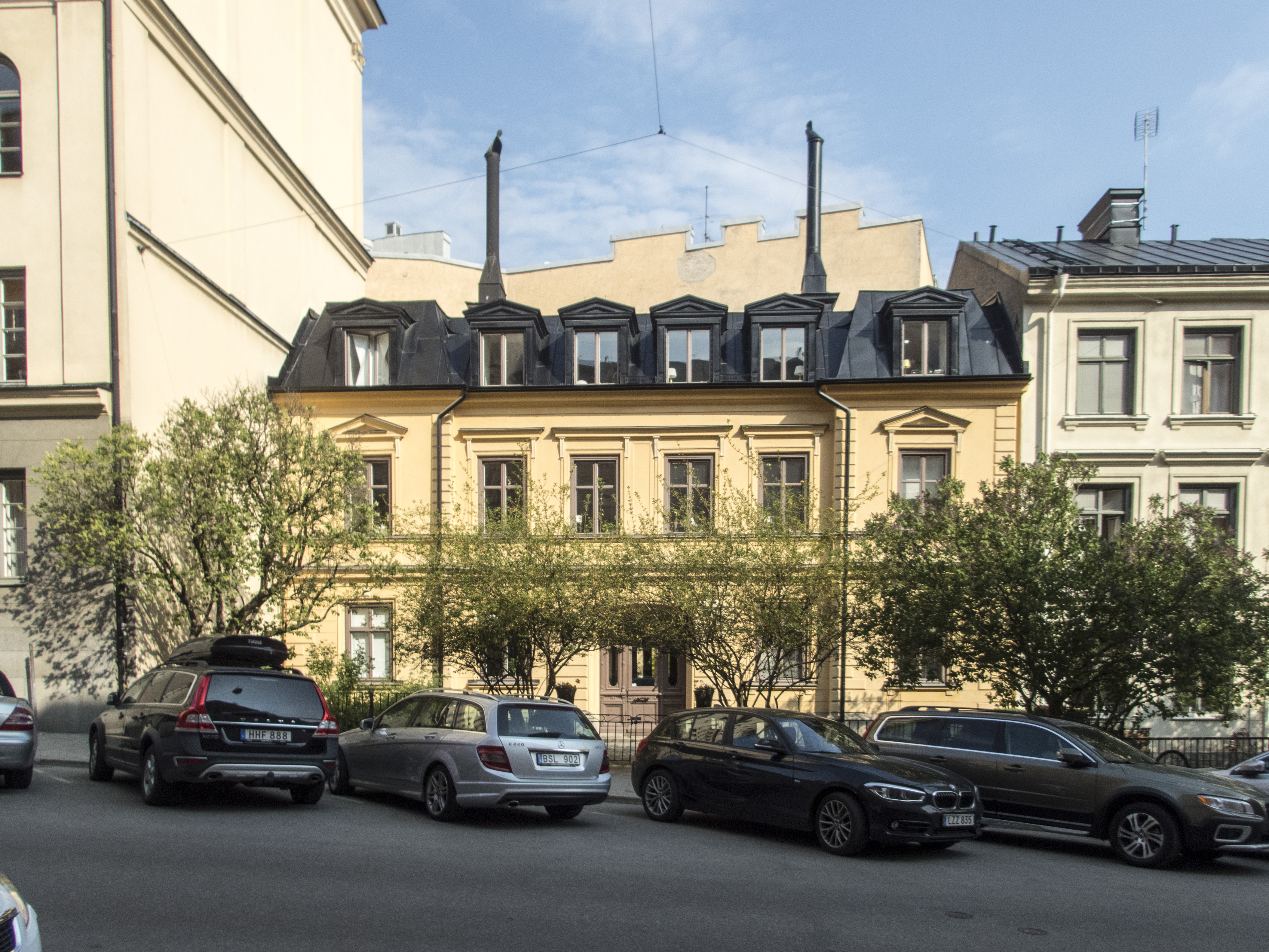
Grev Turegatan 68
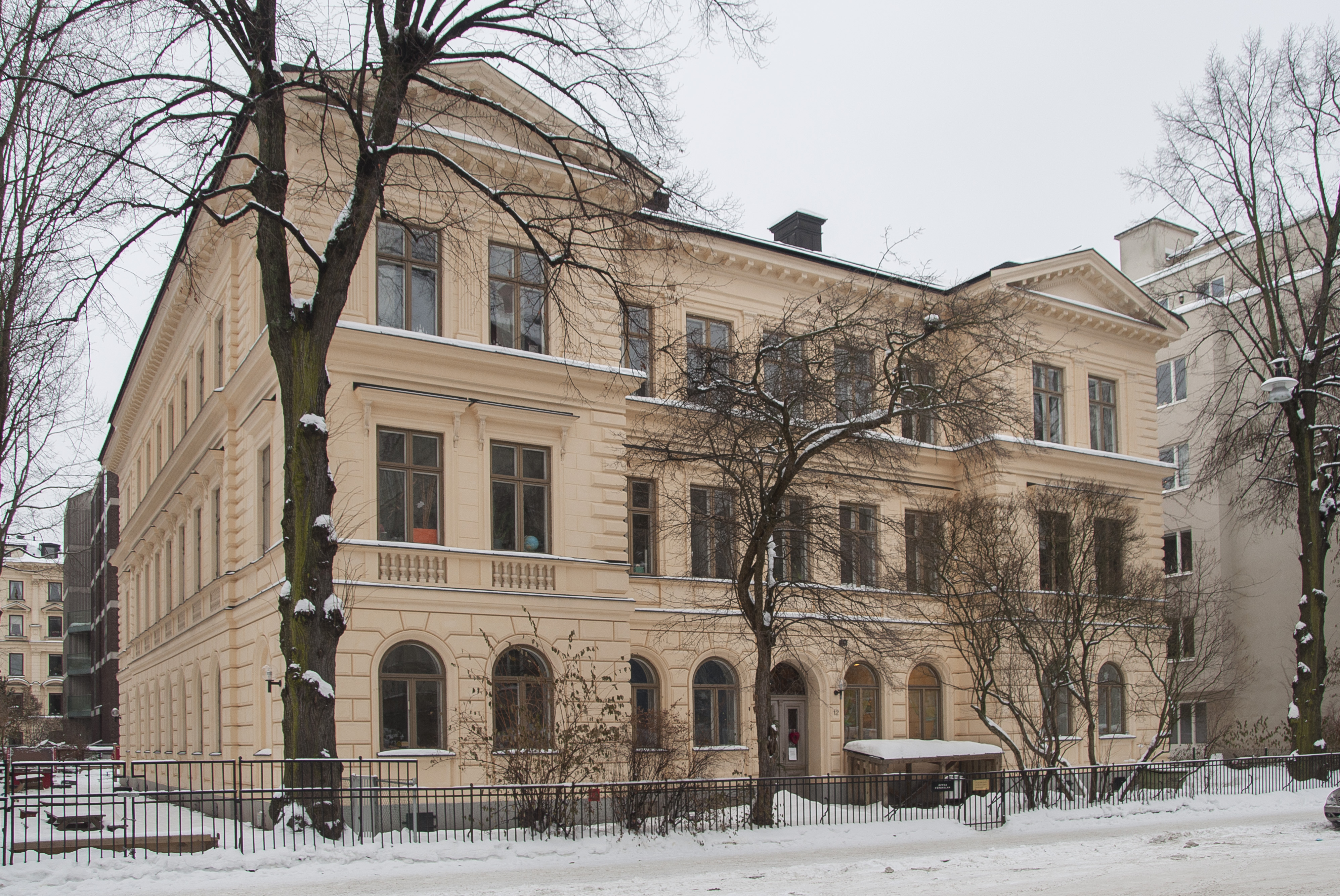
Villagatan 12 uppfördes av och för C A Olsson, efter egna ritningar.
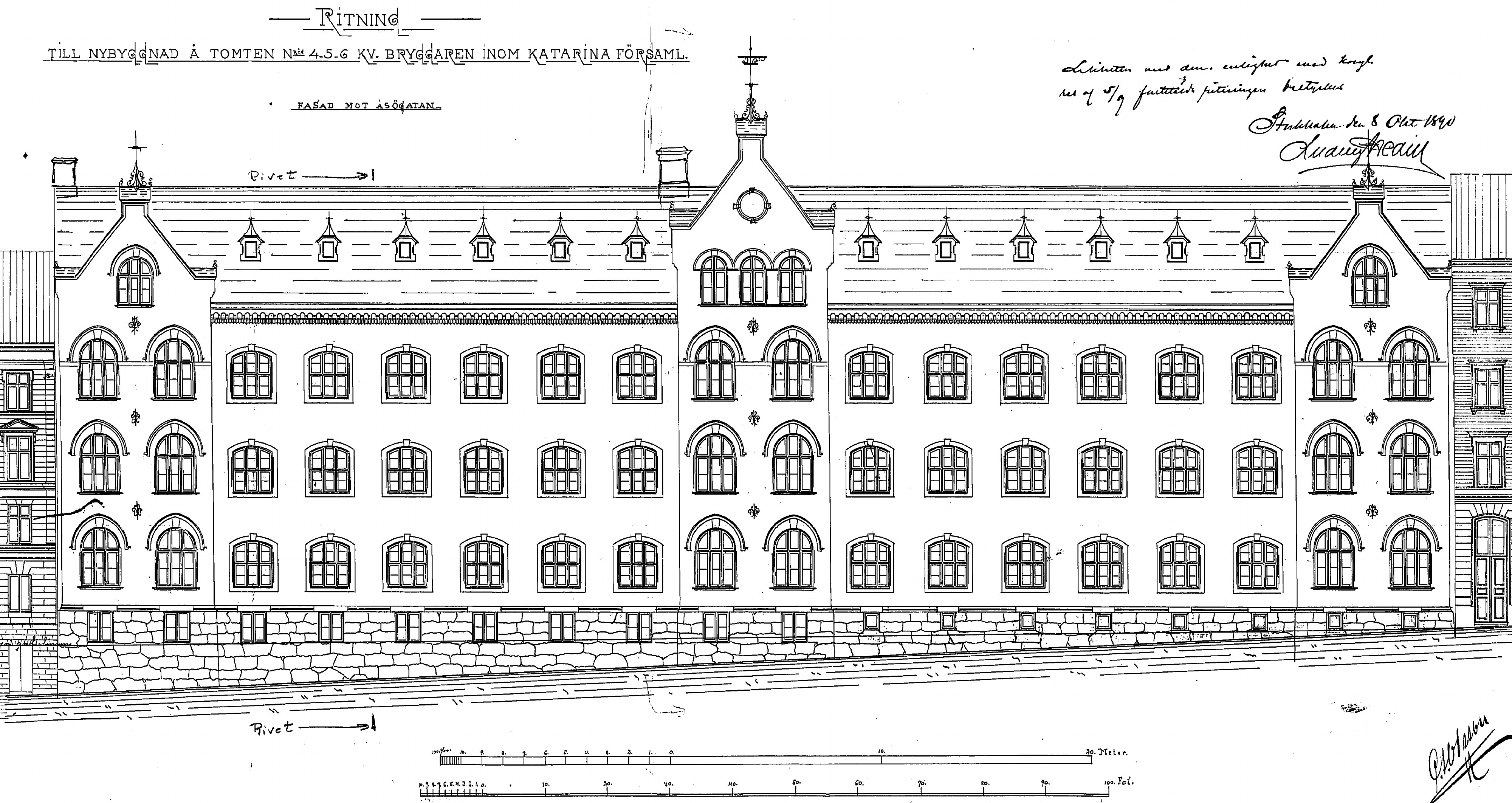
Ritning för Hellgrens tobaksfabrik
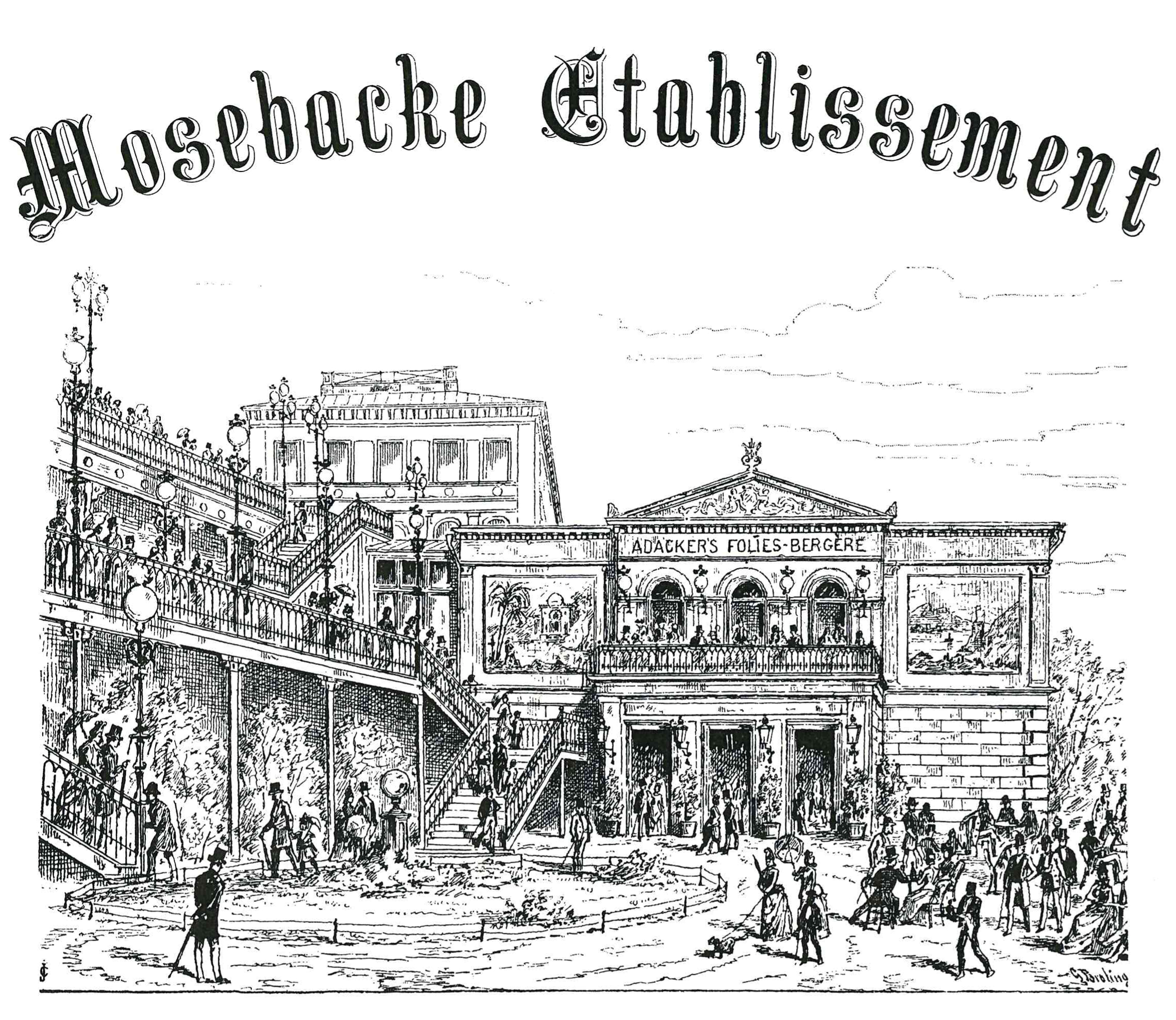
Adackers Folies-Bergères på Mosebacketerrassen.